# A (zespół muzyczny)
A – brytyjski zespół rockowy aktywny w latach 1992–2005.

## Historia

### Początki
Grupa została założona w Leeds, na północno-wschodnim wybrzeżu Anglii na początku lat 90. XX wieku przez trzech braci o nazwisku Perry: Adam, Jason i Giles oraz ich dwóch przyjaciół, Marka Chapmana i Steve’a Swindona. Inspiracjami dla zespołu były takie zespoły jak: Rush, The Beach Boys, Van Halen i Beastie Boys.

### Okres How Ace Are Buildings i A vs. Monkey Kong
Po zmianie nazwy zespołu z „Grand Designs” na „A” i stylu granej muzyki z rocka progresywnego na bardziej punkowy, grupa podpisała w 1996 roku międzynarodowy kontrakt z wytwórnią płytową Warner Bros. Records i wydała rok później swój debiutancki longplay pt. How Ace Are Buildings. W tym samym roku zespół wystąpił w teledysku do utworu „Anthem” zespołu The Wildhearts. Grupa w tym czasie wydała kilka singli, które odniosły sukces na rynku muzycznym w Wielkiej Brytanii.
Po nagraniu płyty How Ace Are Buildings basista Steve Swindon zdecydował się opuścić zespół. Zastąpił go Daniel Carter. Zespół wydał drugi album w roku 1999 pt. „’A’ vs. Monkey Kong” po raz pierwszy za pośrednictwem Mammoth Records na terenie USA i Kanady i za pośrednictwem Warner Music na terenie Europy. Zespół wyruszył w trasę koncertową po całym świecie. Wydali również album live pt. „Exit Stage Right” w roku 2000.

### Okres Hi-Fi Serious i sukces komercyjny
Zespół wydał swój trzeci longplay, „Hi-Fi Serious”, w roku 2002. Singiel „Nothing”. uplasował się na 9. miejscu listy UK Top Ten. Pod koniec 2002 roku grupa wygrała nagrodę Kerrang! dla najlepszego brytyjskiego zespołu.

### Teen Dance Ordinance
27 lipca 2005 roku zespół wydał swój czwarty longplay, Teen Dance Ordinance za pośrednictwem London Records. Materiał na album został nagrany dwa lata wcześniej, ale był przekładany w związku z chorobą Jasona Perry’ego i nieporozumieniami z wytwórnią płytową. Nie był wydany w USA.

### Solowe projekty
Teen Dance Ordinance był ostatnim projektem zespołu – po jego wydaniu i po jego porażce działalność zespołu została zawieszona. Jego członkowie jednak są zaangażowani we własne solowe projekty. Jason Perry pracuje z Mattem Willisem. Pisze również piosenki dla zespołu McFly. Adam Perry ma swój epizod w zespole Bloodhound Gang, w którym to zastąpił dotychczasowego perkusistę i pojechał z nim na przełomie 2005 i 2006 w trasę koncertową po Europie. Daniel P Carter pisze piosenki razem z Jasonem Perrym oraz m.in. dla McFly. Jest również gitarzystą i głównym wokalistą w zespole Hexes. Mark Chapman dołączył do zespołu Malpractice, którego singiel „Breathe” ukazał się w lutym 2007.

### Wznowienie działalności
Jason Perry powiedział w jednym z wywiadów, że ma nadzieję na to, że zespół znów skupi się w jedną całość i zacznie przygotowywanie materiału na nową płytę od początku 2008 roku. Nowy kontrakt z żadną wytwórnią płytową nie został podpisany po tym, jak Warner Bros. Records zerwał kontrakt w 2006 roku z powodu niskiej sprzedaży albumów zespołu. Zapytany o przyszłość zespołu Daniel P Carter powiedział, że zespół być może wróci, by zagrać ze sobą kilka wspólnych koncertów.

## Skład

### Obecni członkowie
- Jason Perry (1992–2005) – wokal, gitara, autor tekstów, producent
- Giles Perry (1992–2005) – gitara basowa, gitara akustyczna
- Adam Perry (1992–2005) – perkusja
- Daniel P Carter (1997–2005) – gitara basowa
- Mark Chapman (1992–2005) – gitara, tylny wokal

### Byli członkowie
- Steve Swindon (1992–1997) – gitara

## Dyskografia

### Albumy studyjne
- How Ace Are Buildings (1997)
- A vs. Monkey Kong (1999)
- Hi-Fi Serious (2002)
- Teen Dance Ordinance (2005)

### Albumy Live
- Rockin’ Like Dokken (Japan Only mini Live Album)
- Exit Stage Right (mini Live Album)

### Single
- 5 in the Morning
- House Under the Ground
- Bad Idea
- Foghorn
- Number One
- Sing-A-Long
- Summer on the Underground
- Old Folks
- I Love Lake Tahoe
- A
- Nothing
- Starbucks
- Something’s Going On
- Good Time
- Rush Song
- Better Off With Him